# FC De Zandstar Zandbergen
FC De Zandstar Zandbergen was een Belgische voetbalclub uit Zandbergen bij Geraardsbergen. De club sloot in 1945 aan bij de KBVB en kreeg stamnummer 4195 toegewezen. 
In 1956 nam de club ontslag uit de KBVB.

## Geschiedenis
FC De Zandstar Zandbergen sloot in 1945 aan bij de KBVB.
De club speelde heel zijn periode bij de KBVB op het derde provinciale niveau. 
De beste klassering was een vierde plaats in 1949-1950, maar doorgaans eindigde de club in de tweede helft van de rangschikking.